# Myrcia camapuana
Myrcia camapuana är en myrtenväxtart som beskrevs av Joáo Rodrigues de Mattos. Myrcia camapuana ingår i släktet Myrcia och familjen myrtenväxter. Inga underarter finns listade i Catalogue of Life.